# Rosignol

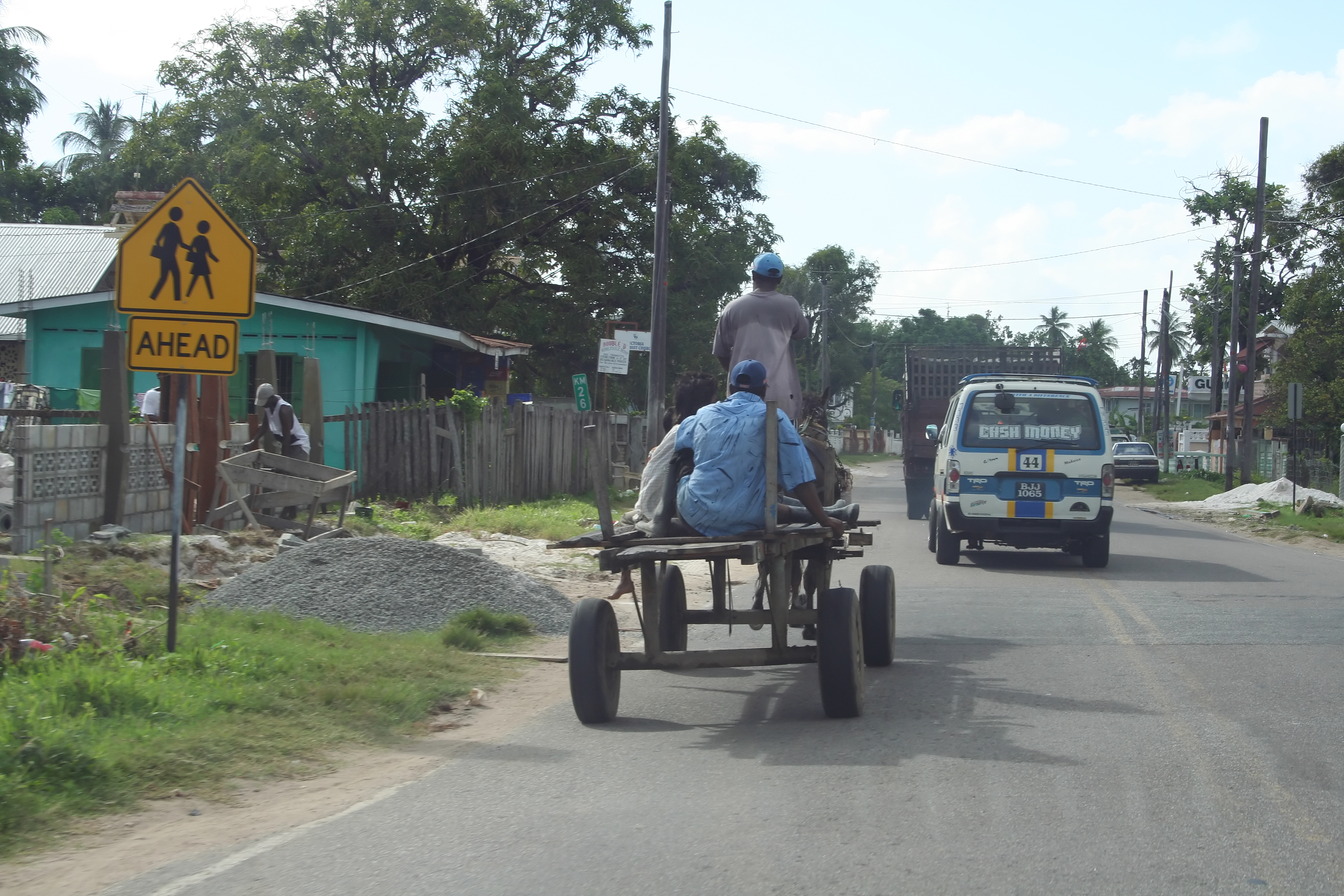
Paard en wagen in Rosignol

Rosignol is een dorp en havenplaats in de regio Mahaica-Berbice van Guyana. Rosignol is gelegen aan de rivier Berbice en bevindt zich schuin tegenover New Amsterdam. Het dorp telde 2.939 inwoners bij de volkstelling van 2012.

## Overzicht
Rosignol is een havenplaats. Het heeft de grootste markt van de regio, een middelbare school, en een visafslag. In 2009 streefde het gemeentebestuur naar een town-status (iets kleiner dan een stad), maar anno 2022 is het nog steeds een dorp. Rosignol vormt samen Zeelust een gemeente.

De grootste werkgever in het dorp is Blairmont Estate, een suikerfabriek van Guyana Sugar Corporation, waar 2.210 personen werkten in 2016. Blairmont Estate was oorspronkelijk een suikerplantage en een samenvoeging van zeven plantages. In 1835 was het de grootste plantage van Brits-Guiana met 1.598 slaven en eigendom van James Blair.
Tussen 1900 en 1972 was Rosignol het eindstation van de Demerara-Berbice spoorweg. In 2009 bevond zich een sloppenwijk op het voormalige spoorwegterrein.
De veerboot over de Berbice naar New Amsterdam vertrekt van de Stelling van Rosignol, maar is minder belangrijk geworden nadat in 2008 een brug over de rivier was gebouwd. De hoofdweg naar Georgetown begint in Rosignol. In 2020 begon de reconstructie van de weg naar een 2x2 weg met gescheiden rijstroken.
In 2008 werd de Berbicebrug, een 1.570 meter lange pontonbrug, over de rivier gebouwd. Door de brug is het rustiger geworden in Rosignol, maar het nabijgelegen dorp D'Edward dat net ten zuiden van de brug ligt was in 2009 de snelst groeiende plaats van West-Berbice en vormt inmiddels een stedelijk gebied met Rosignol.
Fort Wellington · Moraikobai · Rosignol · Weldaad